# 无限期居留
无限期居留（英語：Indefinite leave to remain），或称永久居住（permanent residency，缩写：PR）身份，是英国赋予一个没有英国居留权的非英國公民在英国永久居留的移民身份。少有地， 当此身份在英国海外获得时，称为无限期入境（英語：Indefinite leave to enter）。持有无限期居留或入境身份者得以不受限制地在英国本土以及泽西岛和根西岛生活，但并不具有居英权（英语：Right of Abode in the United Kingdom）。

## 权利
持有无限期居留的外国公民，可以在英国无条件地：
- 工作;
- 创业，或经营企业；
- 学习1;
- 使用公共服务，例如医疗或公立学校；
- 申请公共援助、福利以及养老金；
- 归化或登記成为英国公民2。

1 - 按照英国现有学费规定（英語：Tuition fees in the United Kingdom），持有无限期居留身份之学生，并不自动成为本土学生（英語：Home student (United Kingdom)）。他们一般需要以无限期居留身份在英国生活至少三年。否则，这些学生可能需要缴纳海外学生学费。

2 - 18岁以上的无限期居留身份、并且过去五年在英国居住的人，在获得该身份十二个月并通过英国生活测试(英語：Life in the United Kingdom test)以后，可以申请成为英国公民。

持有无限期居留的外国公民，不具备在英国之投票权或被選舉權，除非该人士为英联邦公民。他们亦不可以凭此身份前往爱尔兰共和国从事以上活动。
目前，持有无限期居留身份者不能自动在英国边境使用电子护照自助通关，除非该人士具有特定国籍。

## 获得
按照现有英国移民法，有多个途径获得永久居留权，包括：
- 透过雇佣
  - 技术工人签证（英語：Skilled Worker visa）
  - 全球人才签证（英語：Global Talent visa）， 企业家签证（英語：Tier 1 Entrepreneur visa）或投资者签证（英語：Investor visa）
  - 创新者签证（英語：Innovator visa）
- 透过家庭[3]
- 透过十年合法居留[4]
- 英國國民 (海外) 簽證

申请人往往在持有以上签证所要求之居留时长，满足连续居留要求（英語：Continuous residence）并通过英国生活测试（英語：Life in the United Kingdom test）后，向英国内政部申请无限期居留。

## 丧失
无限期停留的持有人如果犯罪或离开英国两年零一天，则该身份可能会失效。
曾持有无限期居留者可申请回归居民签证（英語：Returning Resident visa）重新获得无限期居留。

## 证明
持有无限期居留者，得以以下方式证明其身份：
- 生物识别卡（Biometric Residence Permit，缩写：BRP），其注明Settlement以及Indefinite Leave to Remain（自2025年6月1日起，不得使用生物识别卡值机，必须使用在线签证）
- 外国护照上的无时间限制（英語：No Time Limit，缩写：NTL）印章
- 外国护照上的ILR贴纸，注明Given leave to remain in the UK for an indefinite period
- 2023年以后，亦可通过英国移民局的在线签证（eVisa）服务证明[8]。

## 免签证入境
持有无限期居留者，不论其国籍，可免签证前往以下18个国家和地区：
| - 阿尔巴尼亚：90天 - ：90天 - 阿鲁巴：90天 - 百慕大：30天 - ：30天1 - ：30天 - ：90天 - ：90天2 - 直布罗陀：21天 - 北馬其頓：15天 - 墨西哥：180天 - 蒙特內哥羅：30天 - 巴拿马：30天 - 塞爾維亞：90天 - ：90天 - 荷屬聖馬丁：90天 - ：30天 - 英屬維爾京群島：90天 |

1 -  科索沃公民除外。 
 2 - 由陆路或海路抵达时，需缴纳20美金购买旅客卡。

一些国家的国民，如 中國和 印度，可凭无限期居留身份前往更多国家旅行。